# Английска висша лига (сезони)
Тази страница представлява списък на сезоните в Английската висша лига .

## Класиране по сезони
- Английска висша лига - 1990/1999
- Английска висша лига 2000/01
- Английска висша лига 2001/02
- Английска висша лига 2002/03
- Английска висша лига 2003/04
- Английска висша лига 2004/05
- Английска висша лига 2005/06
- Английска висша лига 2006/07
- Английска висша лига 2007/08
- Английска висша лига 2008/09